# Vracovice (Boêmia Central)
Vracovice é uma comuna checa localizada na região da Boêmia Central, distrito de Benešov.